# 承乾宮
承乾宮（穆麟德轉寫：ceng kiyan gung），為紫禁城內廷東六宮之一，位于東六宮西部中间。

## 历史
承乾宮是紫禁城内廷东六宫之一。明朝永乐十八年（1420年）建成，初名“永寧宮”，明朝崇祯五年八月（1632年）更名“承乾宮”。清朝沿袭明朝旧制。顺治十二年（1655年）重修，道光十二年（1832年）略加修葺。
承乾宮是只有地位最尊贵的后妃才能住进而主位也多是皇上的宠妃。明朝，此宮为寵妃所居。清朝为后妃所居，顺治帝皇贵妃董鄂氏， 乾隆帝舒妃、豫妃、慎嫔，道光帝琳贵妃、佳贵人，咸丰帝云嫔、婉贵人皆曾在承乾宮居住。
承乾宮正殿前檐挂有“承乾宮”陡匾。乾隆六年（1741年），乾隆帝命依照永寿宫陡匾的式样，制作十一面匾额，并亲自题写，分别挂在东六宫、西六宫除永寿宫之外的其他十一宫的正殿。乾隆帝还下谕旨：“自挂之后，至千万年，不可擅动，即或妃嫔移住别宫，亦不可带往更换。”
此外，乾隆帝还御撰《宫训诗》，命大学士张照、梁诗正、汪由敦分别书写而成。根据乾隆帝的要求，《宫训图》遂于每年腊月二十六日在东、西六宫张挂春联、门神的同时张挂，正殿东墙挂《宫训诗》，西墙挂《宫训图》，至次年二月二日收门神之日，将各宫《宫训图》收贮于景阳宫后的学诗堂。
如今，故宫博物院青铜器馆设在承乾宮、永和宫。北京故宫博物院是收藏青铜器最多的博物馆，收藏历代铜器一万余件，其中具铭的1600余件，另有铜镜5000件。这些藏品绝大部分为清宫旧藏的传世作品。故宫博物院青铜器馆是中国国家级博物馆中最早的陈列专馆，1957年筹备，1958年正式开展。当时中国几乎一切历史陈列都为“通史”式，青铜器馆也按历史分期分成商代、西周、春秋、战国四个部分，共展出三百余件文物，包括许多故宫博物院藏青铜重器，如商“三羊尊”、“亚方尊”，西周“追簋”，战国“宴乐渔猎攻战纹壶”等等。青铜器馆从开馆便受到热烈欢迎。故宫博物院青铜器馆一直是作为故宫博物院文物陈列支柱的“三大专馆”之一（其他两馆是故宫博物院书画馆、故宫博物院陶瓷馆）。2010年5月10日起，位于承乾宮的青铜器馆因改陈施工而闭馆。2013年，设在承乾宮、永和宫的故宫博物院青铜器馆重新开放，这是历经八年修整的青铜器馆经过改陈以新面貌亮相。重新开放的青铜器馆，共展出故宫博物院藏青铜器129件套，陈列分为四大主题：“青铜器与礼制”、“青铜器与军事”、“青铜器与音乐”、“青铜器与生产生活”，另外还新设“台北故宫及海外藏中国青铜器”专题，对海峡两岸故宫博物院、美国及海外收藏的青铜器精品进行了实物展览以外的介绍。

## 建筑
承乾宮为二进院。此宫保持着明朝初始建时的格局。主要建筑有：
- 承门：承宮的正门，坐北朝南。[1]
- 承宮：为前院正殿，面阔五间，黄琉璃瓦歇山顶，檐角有5个走兽，檐下施单翘单昂五踩斗栱，内外檐绘有龙凤和玺彩画。明间开门，次间、梢间是槛墙、槛窗，双交四椀菱花槅扇门、窗。室内采用方砖墁地，天花彩绘双凤，正间内悬挂乾隆帝御题“德成柔顺”匾。殿前是一座宽敞的月台。[1]
  - 贞顺斋：承宮东配殿。面阔三间，明间开门，黄琉璃瓦硬山顶，檐下绘有旋子彩画。明朝崇祯七年（1634年）安匾于东配殿曰“贞顺斋”。[1]
  - 明德堂：承宮西配殿。面阔三间，明间开门，黄琉璃瓦硬山顶，檐下绘有旋子彩画。明朝崇祯七年（1634年）安匾于西配殿曰“明德堂”。[1]
- 后殿：后院正殿五间，明间开门，黄琉璃瓦硬山顶，檐下施斗栱，绘有龙凤和玺彩画。两侧有耳房。[1]
  - 东配殿、西配殿：后殿前东、西两侧有配殿各三间，都是明间开门，黄琉璃瓦硬山顶，绘有旋子彩画。[1]
  - 井亭：后院西南角有井亭一座。[1]

## 居住者
- 明崇禎朝的貴妃田氏：崇禎十三年（1640年）田貴妃和周皇后起了衝突，因此崇祯帝令田貴妃搬出原本居住的承乾宮，改住到啟祥宮反省，不久，田貴妃所生的皇七子悼良王突然病逝，田貴妃從此一病不起。崇禎十五年三月（1642年），將兒子皇五子朱慈煥托付給前任明熹宗的皇后懿安皇后撫養，就帶著重病回到了承乾宮，崇禎十五年十月十六日（1642年）病逝。
- 清順治朝的皇貴妃董鄂氏[1]：董鄂氏入宮封為賢妃，之後又晉為皇貴妃。史書对董鄂氏在宮中的生活著墨很少，甚至未言明其入宮後的居所。後世學者根據董鄂氏死後治喪於承乾宮，順治帝又曾在承乾宮召請佛僧與之參禪，推斷董鄂妃生前的居所便是承乾宮。
- 清乾隆朝的舒妃叶赫那拉氏。赏赐档记载其所生的皇十子周岁生日上被称为“承乾宫阿哥”，可知舒妃居于此地，大约在乾隆三十年前后迁居永寿宫。
- 清乾隆朝豫妃博尔济吉特氏。乾隆二十七年南巡用船档案记载豫嫔居承乾宫，乾隆三十九年正月初三日的《乾隆至嘉庆年添减底档》记载：“传承乾宫无有主子们住了，按空宫例用黑炭三斤、煤十斤，给太监煮饭。”由此可知，豫妃一直在承乾宫居住直到去世。
- 清乾隆朝慎嫔拜尔葛斯氏，乾隆二十七年五月封嫔时于承乾宫接册宝。
- 清乾隆朝愉贵妃珂里叶特氏，乾隆三十九年豫妃去世后搬入承乾宫并在此居住直到去世。《乾隆至嘉庆年添减底档》记载乾隆三十九年九月初八日记载“承乾宫日用黑炭三斤、煤十斤止退”，说明此时已经有新的后妃居住，设立他坦给太监做饭，所以取消了空宫的煤炭分例。
- 清乾隆朝的壽貴人某氏，乾隆四十年四月二十五日，那常在貶那答應，冬日例黑炭，炕柴，夏日例黑炭全部止退。乾隆五十三年三月十六日，承乾宮那答應的宮女五妞投井而亡，四月初四日敬事房便收了那答應的物品，未知是否再降位。[5]
- 清乾隆朝的恭嬪，乾隆五十九年十一月二十日起，恭嬪林氏遷居承乾宮。[6]
- 清嘉庆朝的孝和睿皇后钮祜禄氏:孝和睿皇后被封为贵妃居了二年，孝淑睿皇后死后入了储秀宫。
- 清道光朝的孝全成皇后鈕祜祿氏[1]：孝全成皇后初入宮時，被封為全嬪，之後升為全貴妃，並在道光帝元后孝慎成皇后薨亡後，升為皇貴妃，執掌後宮內外事宜，次年（1834年）正式成為皇后。六年後（1840年）暴崩。
- 清道光末年的琳貴妃、佳貴人都曾在此宮居住。
- 清咸豐年間的雲嬪、婉貴人也曾居於此。[7]